# Чанкінг (інформатика)
В комп'ютерному програмуванні, розбивка або чанкінг має декілька значень.

## В управлінні пам'яттю
Зазвичай сучасні операційні системи виділяють пам'ять комп'ютера динамічним способом із загальної області пам'яті відому як купа. Для виділення і звільнення ділянок пам'яті програма робить запити до менеджеру пам'яті. Управління пам'яттю потребує деякого часу на виконання і впливає на продуктивність системи. Чанкінг являє собою стратегію для підвищення продуктивності за допомогою аналізу спеціальної інформації про ситуацію для того, щоб агрегувати і упорядковувати пов'язані запити виділення пам'яті.
Наприклад, якщо відомо, що для конкретного об'єкта, як правило, необхідно виділяти місце для групи з восьми, замість того, щоб
виділяти і звільняти пам'ять під кожний з них окремо, виконуючи 16 запитів до менеджеру пам'яті, він здійснить аклокацію і звільнення
пам'яті для масиву з восьми об'єктів, зменшуючи кількість звернень до двох.

## В передачі повідомлень HTTP
Чанкінг це специфічна можливість протоколу HTTP 1.1, яка дозволяє розбивати великий елемент, що є не зручним і повільним для передачі, розбивати на більш компактні повідомлення — «чанки».